# Ачето (Кјети)
Ачето (итал. Aceto) је насеље у Италији у округу Кјети, у региону Абруцо.
Према процени из 2011. у насељу је живело 107 становника. Насеље се налази на надморској висини од 188 m.